# Flamingo Las Vegas
Flamingo Las Vegas je nejstarší hotel v metropolitní oblasti Las Vegas. Nachází se v Paradise, na hlavní promenádě Las Vegas Strip. Byl otevřen 26. prosince 1946 a jeho hodnota byla 6 000 000 dolarů. V současnosti je hotel ve vlastnictví Caesars Entertainment Corporation.

## Osvětlení
Hotel je osvětlen růžovým osvětlením a dekorován růžovým plameňákem.